# Johann Heinrich von Kelchen
Johann Heinrich von Kelchen (russisch Иван Захарович Кельхен Iwan Sacharowitsch Kelchen; 〰 6. Novemberjul. / 17. November 1723greg. in Riga; † 1810 in St. Petersburg) war ein russischer Mediziner.

## Leben

### Herkunft und Familie
Ob Kelchen einem der Geschlechter von Kielchen zuzurechnen ist, bleibt undeutlich. Seine Eltern waren der Bürgermeisterdiener Zacharias Kelchen und Christina, geborene Fors. Aus der Ehe mit Anna Maria Catharina Butzkowski ging die Tochter Caroline († Mai 1841) hervor, welche mit dem Ingenieur-General Carl Graf Oppermann (1766–1831) vermählt war.

### Werdegang
Kelchen bestritt eine Wundarzt-Lehre und studierte seit 1745 Chirurgie am Collegium medico-chirurgicum in Berlin. Anstellung fand er zunächst als Hauschirurg beim Sachar Tschernyschow in St. Petersburg, wurde dann Stabsarzt der Artillerie und war seit 1767 schließlich Leibchirurg Katharinas II. Er war Leiter des Kalinkin- und des Obuchow-Hospitals in St. Petersburg und gründete 1783 das chirurgische Institut am Kalinkin-Hospital. Ausgelegt war das Institut vordergründig für deutsche Lehrkräfte mit deutscher Unterrichtssprache zur Ausbildung von Russlanddeutschen.
Im Jahre 1785 wurde Kelchen mit dem St.-Wladimir-Orden III. Klasse geehrt und erhielt 1796 von Paul I. das Rittergut Klein Tarwast im Gouvernement Livland doniert, das er jedoch 1809 an Johann Jürgenson verpfändete. 1797 avancierte er zudem zum Wirklichen Staatsrat (4. Rangklasse) was final dem erblichen Adelsstand gleichkam.
Er nahm bereits seit 1778 als Mitglied lebhaften Anteil an den Arbeiten der Freien Ökonomischen Gesellschaft und war in den Jahren 1785 bis 1792 Sekretär der Gesellschaft.
1799 wurde er wegen Krankheit beurlaubt.

### Werke
- Grundriss der Einrichtung der К. Medicinisch-chirurgischen Schule und einiger andern Hospitäler in St.-Petersburg, St. Petersburg 1786